# Somalia en los Juegos Olímpicos de Atenas 2004
Somalia estuvo representada en los Juegos Olímpicos de Atenas 2004 por dos deportistas, un hombre y una mujer, que compitieron en atletismo.
El equipo olímpico somalí no obtuvo ninguna medalla en estos Juegos.